# Chevrolet Tracker (2019)
Chevrolet Tracker — субкомпактный кроссовер, выпускающийся с 2019 года корпорацией General Motors под брендом Chevrolet. Является преемником Chevrolet Trax и поставляется в Бразилию, Аргентину и Китай.

## Описание
Chevrolet Tracker впервые был представлен в 2019 году в Китае параллельно с TrailBlazer. Там же Tracker пришёл на смену Trax и имеет такое же название. Платформа Global Emerging Markets (GEM), на которой выпускается Tracker для китайского рынка, разработана для развивающихся авторынков, включая Китай и Латинскую Америку.

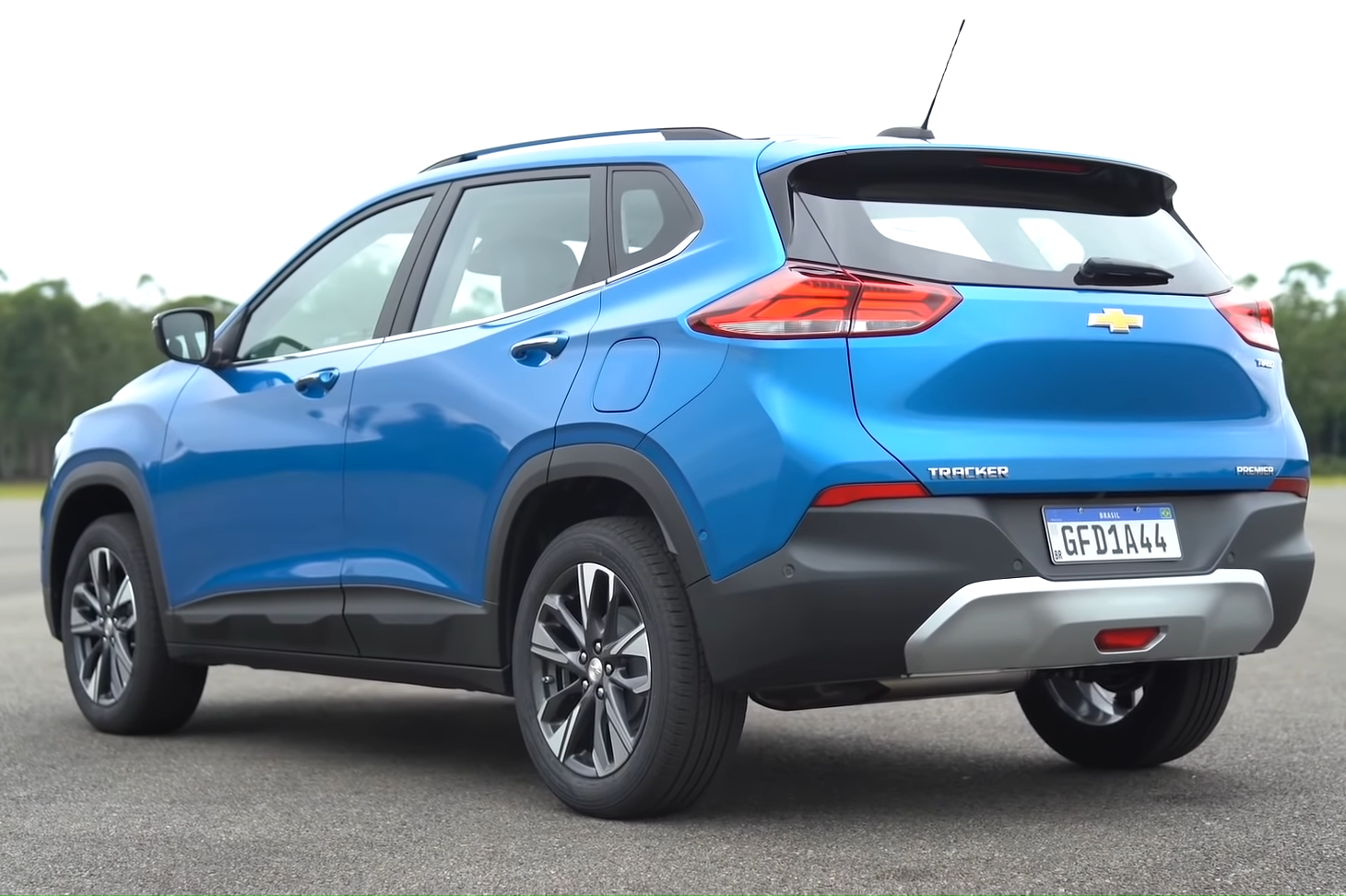
Вид сзади
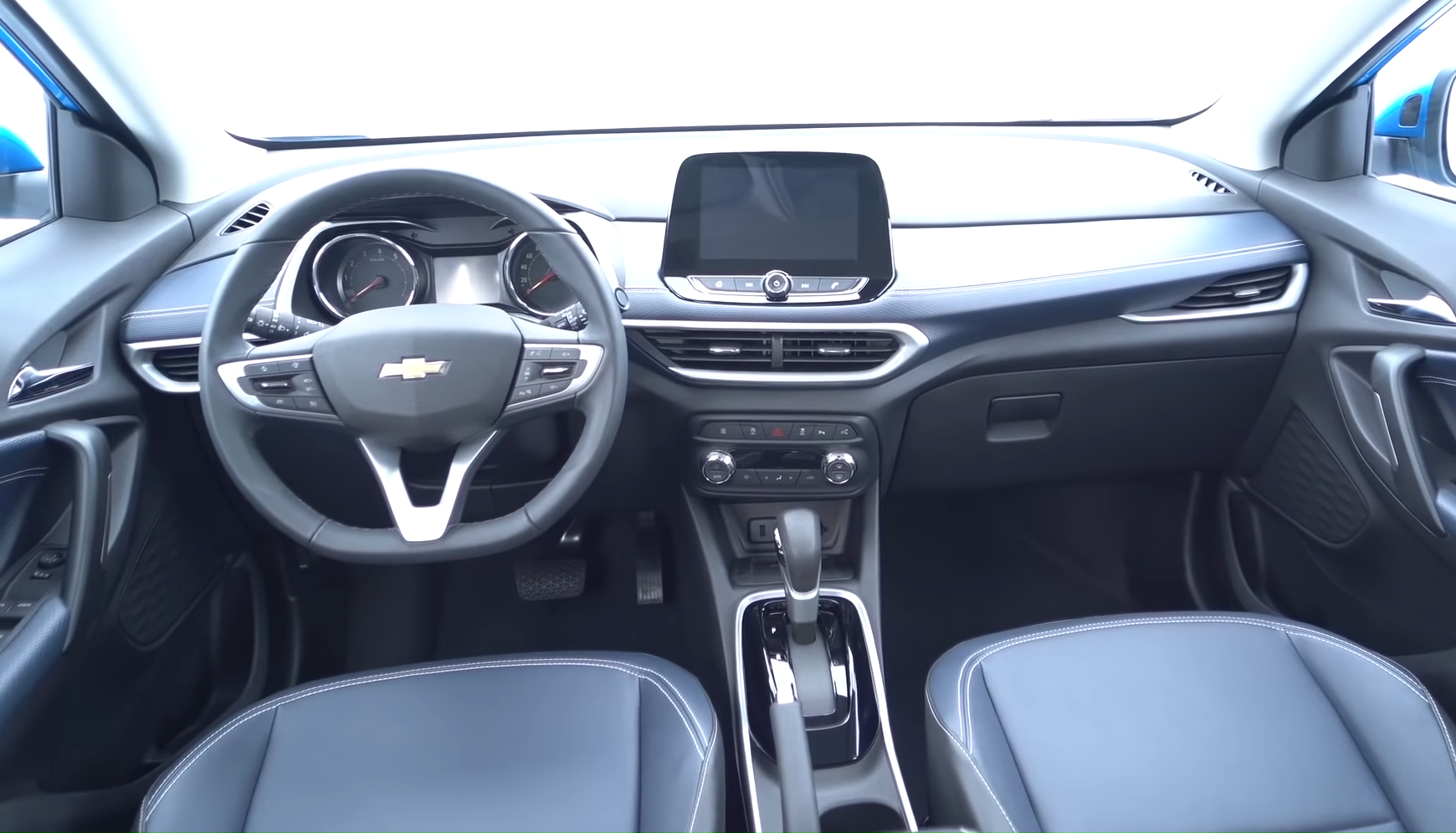
Интерьер
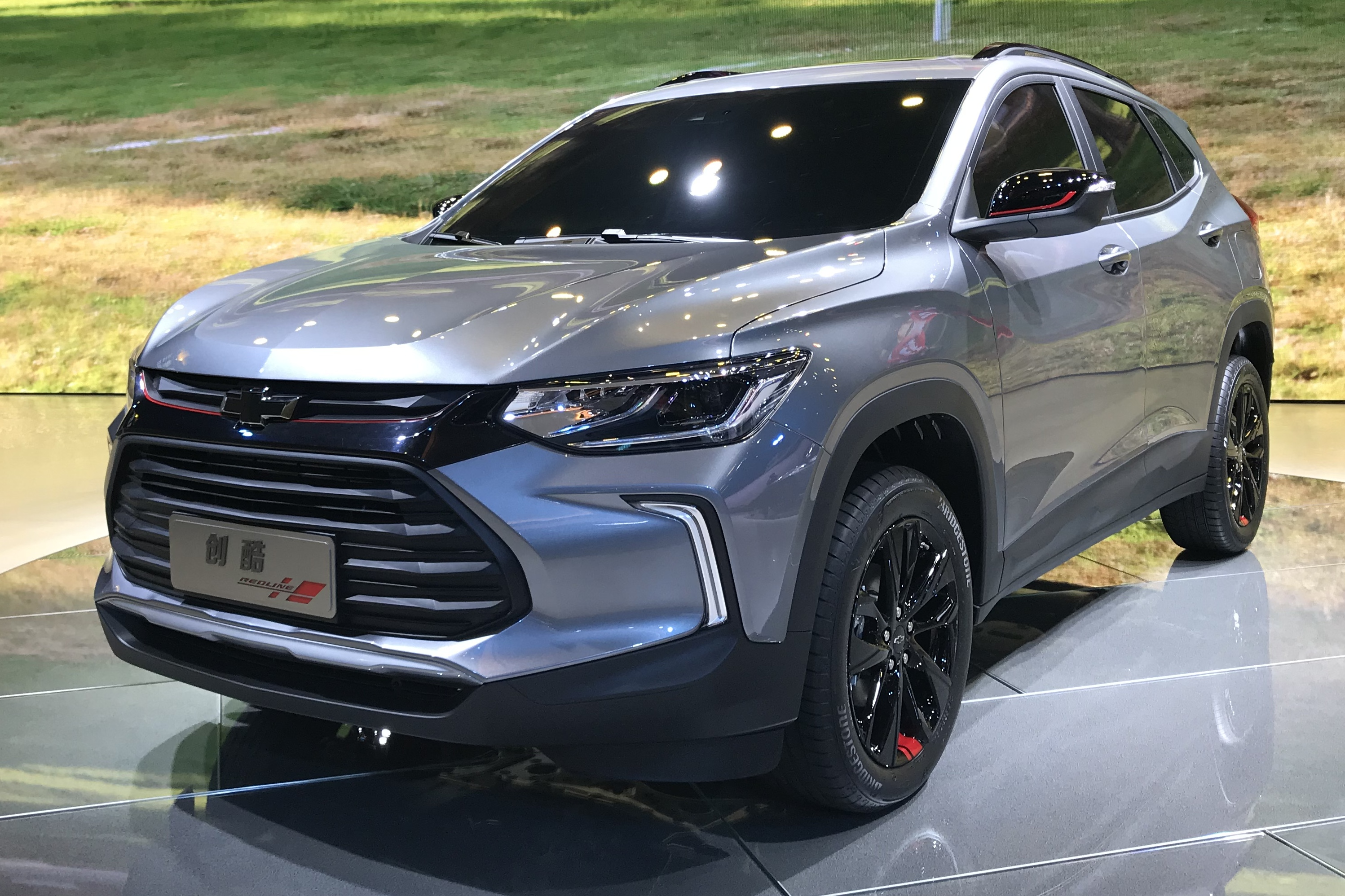
Chevrolet Tracker Redline (Китай)
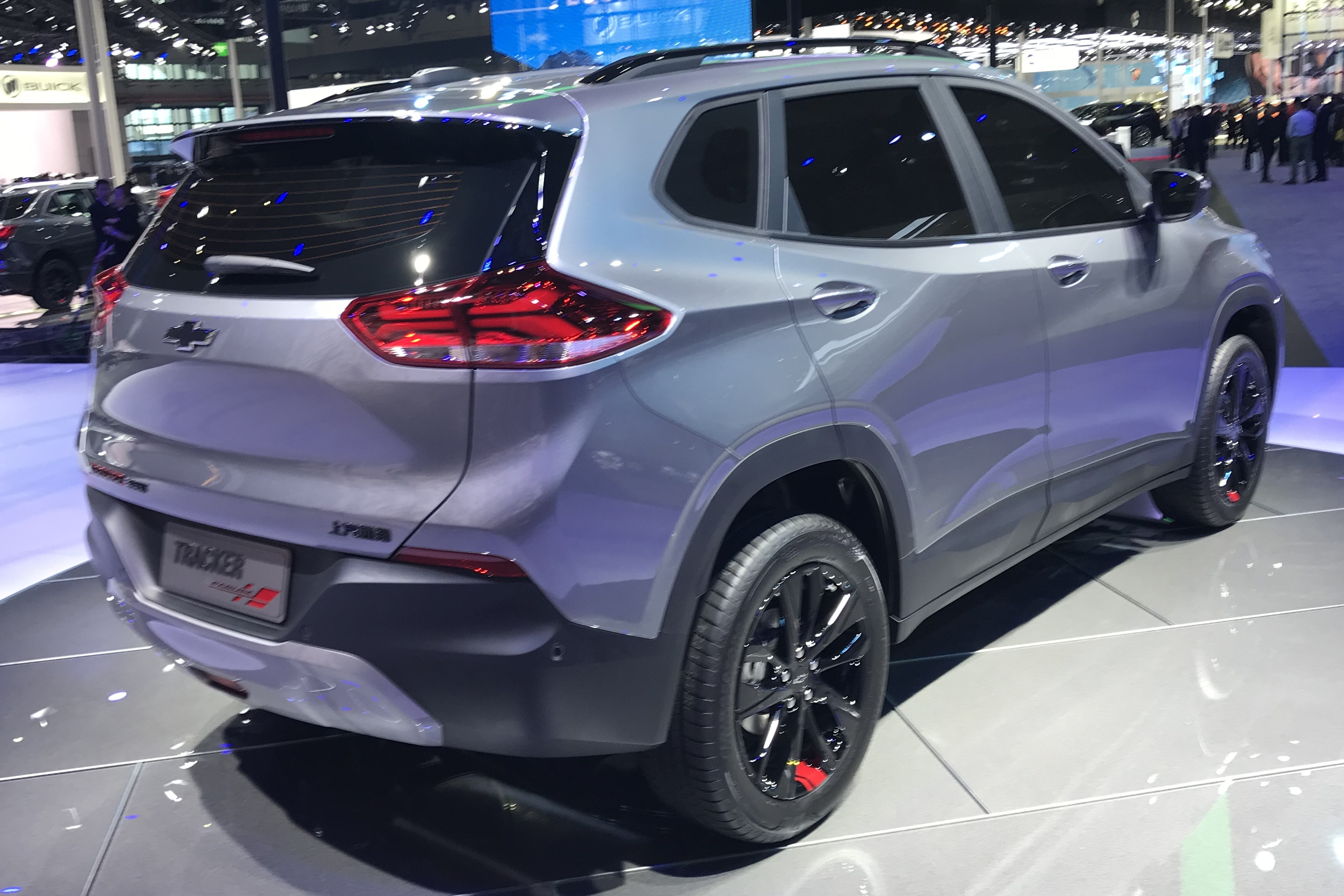
Chevrolet Tracker Redline (Китай)

## Мировые рынки

### Китай
В Китае Chevrolet Tracker выпускается с трёхцилиндровым 1,0-литровым турбодвигателем мощностью 84 кВт (114 л. с.) и трёхцилиндровым 1,3-литровым турбодвигателем мощностью 121 кВт (165 л. с.).

### Бразилия
Дебют Chevrolet Tracker в Бразилии состоялся в 2020 году, а производство началось в Сан-Каэтану-ду-Сул.

### Мексика
В Мексике автомобиль пришёл на смену Trax первого поколения.

### Филиппины
На Филиппинском рынке Chevrolet Trax был представлен в июле 2021 года, будучи импортированным из Китая.

### Аргентина
В Аргентине Trax выпускается с апреля 2022 года в Санта-Фе. В модернизацию завода было инвестировано 300 миллионов долларов США, что позволяет увеличить производственную мощность с 80000 до 115000 автомобилей. Tracker считается единственным субкомпактным кроссовером, производящимся в Аргентине. 80% продукции идёт на экспорт. Автомобиль оснащается 1,2-литровым двигателем, выпускаемым в Жоинвили.

### Узбекистан
Tracker производится в Узбекистане с июля 2022 года компанией UzAuto Motors в Асаке. Двигатели выпускаются дочерним подразделением UzAuto Motors Powertrain. Производственная мощность составляет 70000 экземпляров. Общие затраты на производство составили более 600 миллионов долларов США.

## Безопасность
Chevrolet Tracker оснащён шестью подушками безопасности и электронным контролем устойчивости. Во время некоторых краш-тестов Latin NCAP пиротехнические преднатяжители ремней безопасности воспламенили изоляционный материал у основания стойки B, что привело к пожару. После аварии не удалось нормально расстегнуть пряжки ремней безопасности. Latin NCAP объявила, что результаты, опубликованные для Tracker, будут касаться автомобиля, отзыв которого был осуществлён.